# Яремчук Лідія Григорівна
Яремчук Лідія Григорівна — українська акторка. Народна артистка України (1999). Лауреат Державної премії ім. Т. Г. Шевченка (1983).
Народилася 8 грудня 1945 р. в Києві. Закінчила Київський державний інституг театрального мистецтва ім. І. Карпенка-Карого (1968).
Акторка Київського Національного академічного драматичного театру імені Лесі Українки. (грала у виставах: «Камінний господар», «Кафедра», «Гравець», «Вишневий сад», «Жиди міста Пітера, або Невеселі бесіди при свічках» та ін.).

## Фільмографія
- «Хліб і сіль» (1970, Христина)
- «Біле коло» (1974, Ярина)
- «Звинувачується весілля» (1986)
- «Мама, рідна, любима...» (1986, Тетяна)
- «Угорська Медея[d]» (1992)
- «Дорога на Січ» (1994)
- «Острів любові» (1996, т/ф, фільм 10-й «Блуд»)
- «Спасибі за те, що ти є…» (1996)
- «Небо в горошок» (2004)
- «Пляж» (2014)